# Objedinionnaja awiastroitielnaja korporacyja
Objedinionnaja awiastroitielnaja korporacyja (ros. ПАО «Объединённая авиастроительная корпорация») – jest rosyjskim producentem cywilnych i wojskowych statków powietrznych. Wraz z przedsiębiorstwami powiązanymi kontroluje 100% rosyjskiej produkcji wojskowych statków powietrznych. Producent między innymi Su-57.
Decyzją z dnia 15 marca 2022 r. Rada Unii Europejskiej nałożyła na przedsiębiorstwo sankcje ze względu na odpowiedzialność za wspieranie działań podważających integralność terytorialną, suwerenność i niezależność Ukrainy.